# Srebrna tabakiera Abrahama
Srebrna tabakiera Abrahama – nagroda w kształcie medalu, przyznawana raz w roku od 1994 roku za wkład w kulturę Kaszub. Mogą ją otrzymać pisarze, zespoły muzyczne i taneczne, muzea i działacze. Patronem tej nagrody jest Antoni Abraham, działający na rzecz przetrwania kultury Kaszubów.

## Historia
Od 1994 roku  Medal przyznaje gdyński Oddział Zrzeszenia Kaszubsko-Pomorskiego. Wnioski o przyznanie go osobom i instytucjom działającym na rzecz Kaszub i Pomorza mogą składać: Zarząd Główny ZKP, zarządy Oddziałów ZKP i Walne Zgromadzenia członków ZKP.
Laureaci:
- 1994: ks. Hilary Jastak, Miesięcznik Społeczno–Kulturalny „Pomerania”, Chór Męski „Dzwon Kaszubski”
- 1995: prof. Gerard Labuda, Alojzy Nagel, prof. Abdon Stryszak
- 1996: miasto Gdynia
- 1997: Aleksander Arendt, Muzeum Miasta Gdyni, dr Stanisław Cygiert
- 1998: Wojciech Kiedrowski, Muzeum Kaszubskie im. Franciszka Tredera w Kartuzach, Muzeum Piśmiennictwa i Muzyki Kaszubsko-Pomorskiej w Wejherowie
- 1999: Eugeniusz Gołąbek, prof. Ludwik Bielawski, red. Tadeusz Knade
- 2000: dr inż. Janusz Kowalski, Gmina Sierakowice, Bogdan Wiśniewski
- 2001: Witold Bobrowski, red. Tadeusz Bolduan, prof. Józef Borzyszkowski
- 2002: Anna Łajming, Stanisław Janke, Wyższe Seminarium Duchowne w Pelplinie
- 2003: ks. dr hab. Jan Perszon, Jan Właśniewski, Zespół Regionalny „Koleczkowianie”
- 2004: prof. dr hab. Jerzy Treder, Jerzy Stachurski, Danuta Pioch
- 2005: dc dr Eugeniusz Stanek, Szkoła Podstawowa nr 6 w Gdyni im. Antoniego Abrahama, Wanda Kiedrowska
- 2006: Roman Klebba, dr Aleksander Klemp, dr Jan Mordawski
- 2007: Jadwiga Kirkowska, prof. Brunon Synak, dr Wojciech Szczurek
- 2008: Felicja Baska-Borzyszkowska, Aleksander Trzebiatowski, ks. Ryszard Kwiatek
- 2009: Edmund Szczesiak, Zbigniew Talewski
- 2010: Paweł Śleziński, Edmund Lewańczyk
- 2011: prof. dr hab. Jowita Kęcińska, prof. dr hab. Andrzej Gąsiorowski, ks. Stanisław Dułak
- 2012: dr Tomasz Rembalski, Teresa Hoppe
- 2013: Zygmunt Rompa, Tomasz Fopke
- 2014: Stanisław Tempski, Danuta Król, Jan Wyrowiński
- 2015: Benedykt Reszka, Zespół Pieśni i Tańca „Gdynia”
- 2016: Edmund Kamiński, ks. Stanisław Megier, Ida Czaja
- 2017: Bolesław Bork, Władysław Pranga, Bernard Hinz
- 2018: OSP Sulęczyno, Klub Rodzin Trzebiatowskich, ks. Stanisław Bach
- 2019: dr Eugeniusz Pryczkowski, ks. prałat Daniel Nowak, Mirosław Piepka
- 2021: Marzena Graczyk, o. prof. Adam Ryszard Sikora, Alfons Klepina[1]
- 2022: Weronika Korthals-Tartas, Małgorzata Sokołowska
- 2023: Andrzej Busler, Marcin Scheibe, Redakcja Kaszubska Radia Gdańsk[3]
- 2024: Józef Roszman[4]